# Thorne (Ontário)

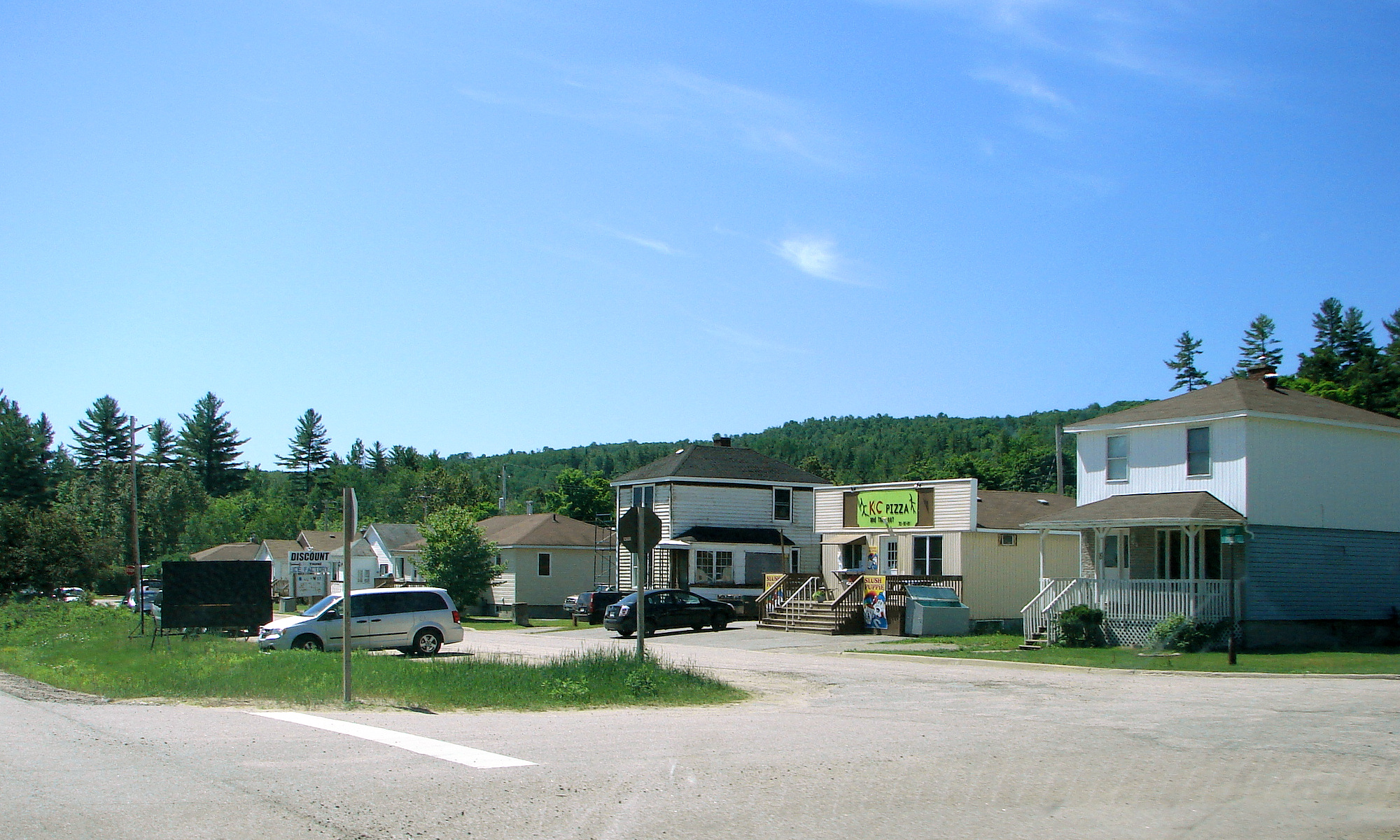
Thorne.

Thorne é uma pequena cidade canadense da província de Ontario, localizada no distrito de Nipissing. A cidade possui uma população aproximada de 254 habitantes. (Canada 2006 Census).
Thorne é localizada na travessia do rio Ottawa, vindo de Témiscaming, Quebec.